# Skalité
Skalité (polsky Skalite, maďarsky Sziklaszoros) je goralská obec na Slovensku v okrese Čadca. Žije zde přibližně 5 200 obyvatel. První písemná zmínka o obci pochází z roku 1662.

## Poloha
Obec Skalité leží v severozápadní části Slovenska. Rozprostírá se v povodí řeky Skaliťanka v severní části Kysuckých Beskyd. Nadmořská výška obce se pohybuje od 495 m n. m. (osada U Greguša na hranici obcí Skalité a Čierne) do 867 m n. m. (vrch Skaľanka). Střed obce je ve výšce 524 m n. m.
Z východní a severní strany hraničí katastr obce s polskými obcemi Zwardoń a Koniaków. Z jižní strany sousedí s Oščadnicí, na západě s obcí Čierne a s částí katastrálního území města Čadca. Státní hranice s Polskem vede po hřebenových kótách Skaľanky (866 m n. m.), Serafínova (783 m n. m.), Príslopu (Zwardoňské sedlo, 688 m n. m.), Trojačky (Kykuľa, 847 m n. m.) a přes severní svah Pahorku (Martiniakův svah, 722 m n. m.). Hranici tvoří rozvodí Skaliťanky, Sóly a Visly (černomořské a baltické úmoří). Katastr obce je vrchovinný, středně členitý, na jihu tvořen třetihorními horninami. Obec se nachází od hlavního města Bratislavy 242 km, krajského města Žiliny 46,3 km a okresního města Čadca 14,7 km, sousedí se třemi obcemi : Čierne, Čadca a Oščadnica.

## Památky
V obci stojí římskokatolický kostel sv. Jana Křtitele z roku 1793. Je zde i kaplička. Jsou zde dvě školy, jedna státní a druhá cirkevní.